# Otto Kroy
Otto Kroy (16. listopadu 1874 Libochovany – listopad 1937 Vídeň) byl rakouský a český odborový pracovník a politik německé národnosti, na počátku 20. století poslanec Říšské rady.

## Biografie
Vychodil základní školu a gymnázium. Působil jako úředník na státní dráze ve funkci vrchního revizora. Vydával list Der deutsche Eisenbahner a byl prvním předsedou Říšského svazu německých železničářů v Rakousku.
Na počátku 20. století se zapojil i do celostátní politiky. Ve volbách do Říšské rady roku 1907, konaných poprvé podle všeobecného a rovného volebního práva, získal mandát v Říšské radě (celostátní zákonodárný sbor) za obvod Čechy 85. Usedl do poslaneckého klubu Německý národní svaz, v jehož rámci reprezentoval Německou radikální stranu. Byl ovšem členem Německé dělnické strany (předchůdkyně pozdější DNSAP), která v té době spolupracovala s Německou radikální stranou. Patřil mezi její významné odborové předáky. Mandát obhájil ve volbách do Říšské rady roku 1911 za týž obvod. Zasedal opět za německé radikály v Německém národním svazu. Ve vídeňském parlamentu setrval do zániku monarchie.Profesně byl k roku 1907 uváděn jako vrchní revizor na Rakouské severozápadní dráze.
Po válce zasedal v letech 1918–1919 jako poslanec Provizorního národního shromáždění Německého Rakouska (Provisorische Nationalversammlung).
Zemřel v listopadu 1937.